# Rekord
Rekord – ekstremalny wynik, najtrudniejszy do osiągnięcia, potwierdzony pomiarem. Zwykle jest to najlepszy wynik osiągnięty w jakiejś dziedzinie (na przykład przebiegnięcie określonego dystansu w najkrótszym, a nie w najdłuższym czasie).
Rekord może zostać osiągnięty na podstawie różnych kryteriów, np. wielkość (największy, najmniejszy), szybkość, czas trwania, odległość itd., często przy wybranych jednocześnie innych kryteriach (na przykład rekord w podnoszeniu ciężarów określoną techniką, w określonej kategorii wagowej zawodnika wśród mężczyzn narodowości polskiej – daje w sumie cztery kryteria dodatkowe).
Zapisywanie wszelkich możliwych wyników osiąganych w danej dziedzinie pozwala następnie wskazać minimalną lub maksymalną wartość osiągniętą lub obserwowaną, które to później mogą zostać opublikowane w zestawieniach rekordów, ale też z czasem przekroczone (pokonane). Właśnie od tego zapisywania najlepszych wyników (ang. "record" – zapis, rejestr) wywodzi się słowo "rekord" w wielu językach, w tym w języku polskim.

## Księga Rekordów Guinnessa
Najbardziej znaną publikacją zawierającą spis rekordów z różnych dziedzin jest niewątpliwie Księga rekordów Guinnessa, która jest publikowana co roku. Zawiera ona możliwie wszystkie istniejące i nowe rekordy w dziedzinie sportu, gier, ciała ludzkiego, przyrody, sztuki i kultury, podróży i transportu, współczesnego społeczeństwa, nauki i nowoczesnych technologii, a także z innych, bardziej nietypowych dziedzin.